# Natação nos Jogos Pan-Americanos de 2015 - 100 m borboleta feminino
As competições dos 100 metros borboleta feminino da natação nos Jogos Pan-Americanos de 2015 foram realizadas em 16 de julho no Centro Aquático CIBC Pan e Parapan-Americano, em Toronto.

## Calendário
Horário local (UTC-4).
| Data        | Horário | Fase          |
| ----------- | ------- | ------------- |
| 16 de julho | 10:45   | Eliminatórias |
| 16 de julho | 20:03   | Final B       |
| 16 de julho | 20:08   | Final A       |

## Medalhistas
| Ouro   | USA Kelsi Worrell   |
| Prata  | CAN Noemie Thomas   |
| Bronze | CAN Katerine Savard |

## Recordes
Antes desta competição, os recordes mundiais e pan-americanos da prova eram os seguintes:
| Tipo                             | Atleta             | Tempo | Local       | Data                  |
| -------------------------------- | ------------------ | ----- | ----------- | --------------------- |
|                                  | USA Dana Vollmer   | 55s98 | Londres     | 29 de julho de 2012   |
| Recorde dos Jogos Pan-Americanos | USA Claire Donahue | 58s59 | Guadalajara | 15 de outubro de 2011 |

## Resultados

### Eliminatórias
A eliminatória foi realizada em 16 de julho. 
| Pos. | Bateria | Raia | Nadador                    | Nacionalidade      | Tempo   | Nota |
| ---- | ------- | ---- | -------------------------- | ------------------ | ------- | ---- |
| 1    | 1       | 4    | Kelsi Worrell              | USA Estados Unidos | 57.24   | QA,  |
| 2    | 3       | 4    | Katerine Savard            | CAN Canadá         | 58.34   | QA   |
| 3    | 2       | 4    | Noemie Thomas              | CAN Canadá         | 58.61   | QA   |
| 4    | 3       | 5    | Daynara de Paula           | BRA Brasil         | 58.70   | QA   |
| 5    | 2       | 5    | Daiene Dias                | BRA Brasil         | 59.16   | QA   |
| 6    | 3       | 3    | Arianna Vanderpool-Wallace | BAH Bahamas        | 59.33   | QA   |
| 7    | 1       | 5    | Gia Dalesandro             | USA Estados Unidos | 59.83   | QA   |
| 8    | 1       | 3    | Jessica Camposano          | COL Colômbia       | 1:00.85 | QA   |
| 9    | 2       | 6    | Marie Meza                 | CRC Costa Rica     | 1:01.01 | QB   |
| 10   | 3       | 2    | Ana Sofia Revilak          | MEX México         | 1:01.25 | QB   |
| 11   | 2       | 2    | Isabella Paez              | VEN Venezuela      | 1:01.27 | QB   |
| 12   | 1       | 6    | Belen Diaz                 | ARG Argentina      | 1:01.53 | QB   |
| 13   | 1       | 2    | McKenna de Bever           | PER Peru           | 1:01.62 | QB   |
| 14   | 3       | 6    | Diana Luna                 | MEX México         | 1:01.85 | QB   |
| 15   | 2       | 3    | Carolina Colorado          | COL Colômbia       | 1:02.36 | QB   |
| 16   | 2       | 7    | Tereysa Lehnertz           | PUR Porto Rico     | 1:02.43 | QB   |
| 17   | 3       | 7    | Sharon Bravo               | ECU Equador        | 1:03.67 |      |
| 18   | 1       | 7    | Trudian Patrick            | JAM Jamaica        | 1:04.43 |      |
| 19   | 2       | 1    | Dalia Torrez               | NCA Nicarágua      | 1:04.79 |      |
| 20   | 3       | 1    | Estefania Urzua            | CHI Chile          | 1:05.79 |      |
| 21   | 1       | 1    | Oreoluwa Cherebin          | GRN Granada        | 1:10.05 |      |

### Final B
A final B foi realizada em 16 de julho. 
| Pos. | Raia | Nadador           | Nacionalidade  | Tempo   | Notas |
| ---- | ---- | ----------------- | -------------- | ------- | ----- |
| 9    | 5    | Isabella Paez     | VEN Venezuela  | 1:00.79 |       |
| 10   | 4    | Ana Sofia Revilak | MEX México     | 1:01.16 |       |
| 11   | 2    | Diana Luna        | MEX México     | 1:01.49 |       |
| 12   | 3    | Belen Diaz        | ARG Argentina  | 1:01.50 |       |
| 13   | 7    | Carolina Colorado | COL Colômbia   | 1:01.81 |       |
| 14   | 1    | Tereysa Lehnertz  | PUR Porto Rico | 1:02.02 |       |
| 15   | 6    | McKenna de Bever  | PER Peru       | 1:02.10 |       |
| 16   | 8    | Sharon Bravo      | ECU Equador    | DNS     |       |

### Final A
A final A foi realizada em 16 de julho. 
| Pos.              | Raia | Nadador           | Nacionalidade      | Tempo   | Notas |
| ----------------- | ---- | ----------------- | ------------------ | ------- | ----- |
| Medalha de ouro   | 4    | Kelsi Worrell     | USA Estados Unidos | 57.78   |       |
| Medalha de prata  | 3    | Noemie Thomas     | CAN Canadá         | 58.00   |       |
| Medalha de bronze | 5    | Katerine Savard   | CAN Canadá         | 58.05   |       |
| 4                 | 6    | Daynara de Paula  | BRA Brasil         | 58.56   |       |
| 5                 | 2    | Daiene Dias       | BRA Brasil         | 58.74   |       |
| 6                 | 7    | Gia Dalesandro    | USA Estados Unidos | 59.24   |       |
| 7                 | 8    | Marie Meza        | CRC Costa Rica     | 1:00.89 |       |
| 8                 | 1    | Jessica Camposano | COL Colômbia       | 1:01.18 |       |

Legenda
| Recorde mundial                  | Recorde mundial (World record)               |                       | Recorde africano                      | Recorde africano (African) |                                           | Q | Classificado por posição (Qualified) |
| Recorde dos Jogos Pan-Americanos | Recorde pan-americano (Pan-American record)  | Recorde da América    | Recorde da América (Americas)         | q                          | Classificado por melhor tempo (Qualified) |   |                                      |
| Melhor marca do ano              | Melhor marca do ano (World leading)          | Recorde asiático      | Recorde asiático (Asian)              | DNS                        | Não largou (Did not start)                |   |                                      |
| Recorde nacional                 | Recorde nacional (National record)           | Recorde europeu       | Recorde europeu (European)            | DNF                        | Não terminou (Did not finish)             |   |                                      |
| Recorde pessoal                  | Recorde pessoal do atleta (Personal best)    | Recorde da Oceania    | Recorde da Oceania (Oceania)          | DSQ / DQ                   | Desclassificado (Disqualified)            |   |                                      |
| Recorde da temporada             | Recorde da temporada do atleta (Season best) | Recorde sul-americano | Recorde sul-americano (South America) | NM                         | Sem marca (No mark)                       |   |                                      |